# Закшевек (гміна Вежбінек)
Закшевек (пол. Zakrzewek) — село в Польщі, у гміні Вежбінек Конінського повіту Великопольського воєводства.
Населення — 68 осіб (2011).
У 1975—1998 роках село належало до Конінського воєводства.

## Демографія
Демографічна структура станом на 31 березня 2011 року:
|          | Загалом | Допрацездатний вік | Працездатний вік | Постпрацездатний вік |
| -------- | ------- | ------------------ | ---------------- | -------------------- |
| Чоловіки | 34      | 6                  | 22               | 6                    |
| Жінки    | 34      | 9                  | 16               | 9                    |
| Разом    | 68      | 15                 | 38               | 15                   |